# Мами Сасазаки
Мами Сасазаки (笹崎まみ Sasazaki Mami), рођена 21. маја, 1990, Префектура Аичи, Јапан, је члан јапанске рок групе Скандал где је водећи гитариста. Прије Скандала је била бубњар бенда Anpontanzu а са бендом Super Beaver је направила сингл Q&А. Често пише и компонује песме.
Заједно са Томоми је дио хип хоп дуо-а "Dobondobondo" који је направљен са Скандаловим синглом "Taiyou Scandalous" док су Рина Сузуки и Харуна Оно направили дуо "Almond Crush".

## Подаци
- Име - Мами Сасазаки (笹崎まみ Sasazaki Mami)
- Место Рођења - Аичи, Јапан
- Датум Рођења - 21. мај 1990. (34 год.)
- Надимак - Мамитасу
- Висина - 161
- Инструменти - Гитара и бубњеви